# A Girl's Desire
A Girl's Desire er en amerikansk stumfilm fra 1922 af David Smith.

## Medvirkende
- Alice Calhoun som Elizabeth Browne
- Warner Baxter som Jones / Dysart
- Frank Hall Crane som Cecil Dysart
- Lillian Lawrence som Lady Dysart
- Victory Bateman som Mrs. Browne
- James Donnelly som H. Jerome Browne
- Sadie Gordon som Miss Grygges